# Terminalia gracilipes
Terminalia gracilipes là một loài thực vật có hoa trong họ Trâm bầu. Loài này được Capuron miêu tả khoa học đầu tiên năm 1973.